# Carlos António Ferreira Monte
Carlos António Ferreira Monte (Lisboa, 1730 — Lisboa, 1815) foi um militar do Exército Português, mestre da Real Picaria, que foi instrutor de equitação do rei D. João VI de Portugal.

### Biografia
Nasceu em Lisboa em 1730, filho do tenente de Cavalaria Manuel Ferreira Monte, e de sua mulher Maria d'Ó de Sousa. Casou com Maria Rosa de Sousa Vieira, filha do alferes dos Privilegiados da Corte, Alexandre Fernandes de Sousa, e de sua mulher Eugénia Maria Vieira da Cruz. 
O casal teve 13 filhos, entre os quais Francisco Maximiliano de Sousa (chefe de divisão da Armada Real e Secretário de Estado da Marinha), Domingos Bernardino Ferreira de Sousa (marechal de campo), João José Ferreira de Sousa (tenente-general), Pedro Paulo Ferreira de Sousa (tenente-general e 1.º barão de Pernes), José Carlos Ferreira de Sousa (capitão de Cavalaria),  Luísa Eugénia Rosa de Sousa Vieira Monte, Ana do Carmo de Sousa Vieira Monte, Francisca Xavier Bárbara de Sousa Vieira Monte, Vitorina Angélica de Sousa Vieira Monte, Teresa Leonor de Sousa Vieira Monte, Antónia de Sousa Vieira Monte, Rita Perpétua de Sousa Vieira Monte e Carlota Joaquina de Sousa Vieira Monte.  
Ingressou no exército como alferes a 15 de outubro de 1755, sendo promovido a tenente a 18 de fevereiro de 1768, a capitão da 1.ª Plana da Corte em 1780, a major do agregado à 1.ª Plana por decreto de 6 de maio de 1782. Terminou a sua carreira como sargento-mor de Cavalaria agregado à 1.º Plana da Corte, nomeado por decreto de 22 de novembro de 1787.
Foi nomeado mestre da Real Picaria por mercê de 1800 e depois superintendente das coudelarias do termo de Lisboa.
Foi instrutor de equitação do rei D. João VI e escrivão da Provedoria de Santarém (nomeado em 1809).
Era cavaleiro da Ordem de Cristo, fidalgo de cota de armas (1789) e cavaleiro-fidalgo da Casa Real (1795). Faleceu em Lisboa em 1815, aos 85 anos de idade.